# Glacier National Park (Verenigde Staten)
Glacier National Park is een nationaal park in de Amerikaanse staat Montana. Het park ligt in de Rocky Mountains op de grens met Canada. Zes bergtoppen bereiken een hoogte van meer dan 3.000 meter. Het heeft een oppervlakte van meer dan 4.000 km² en bevat meer dan 130 meren, meer dan 1.000 soorten bomen en planten en honderden diersoorten. Het dankt zijn naam aan de vele gletsjers (Engels: glaciers) in het park; hun aantal en omvang is echter sinds de twintigste eeuw sterk afgenomen. Samen met het in Canada gelegen nationaal park Waterton Lakes vormt Glacier National Park het Waterton Glacier International Peace Park, dat in 1995 door UNESCO op de Werelderfgoedlijst werd geplaatst. Het park wordt beheerd door de National Park Service (NPS).

## Flora en fauna
Glacier National Park heeft een bijzonder ecosysteem, dat ook wel de "Kroon van het continentale ecosysteem" wordt genoemd. Vrijwel alle planten en dieren die leefden in het park voordat de Europeanen kwamen, komen nu nog voor in het park.
De voornamelijk uit naaldbomen bestaande bossen huizen verschillende soorten bomen, zoals de Douglas-fir, papierberk, Oostelijke hemlockspar en de reuzenlevensboom. Veelvoorkomende bloemen en planten zijn het wilgenroosje, dophei en nagelkruid.
Er zijn twee beschermde diersoorten te vinden in het park: de grizzlybeer, waarvan er zo'n 300 leven in het park, en de Canadese lynx. Andere grote zoogdieren die voorkomen zijn de sneeuwgeit (het officiële symbool van het park), veelvraat, dikhoornschaap, eland, wapiti, witstaarthert en coyote. De poema komt ook in het park voor al komt men die zelden tegen. Sinds de jaren 80 leeft de wolf weer in het park. Kleine dieren die voorkomen zijn onder andere de das, rivierotter, oerzon, vismarter en zes verschillende soorten vleermuizen.

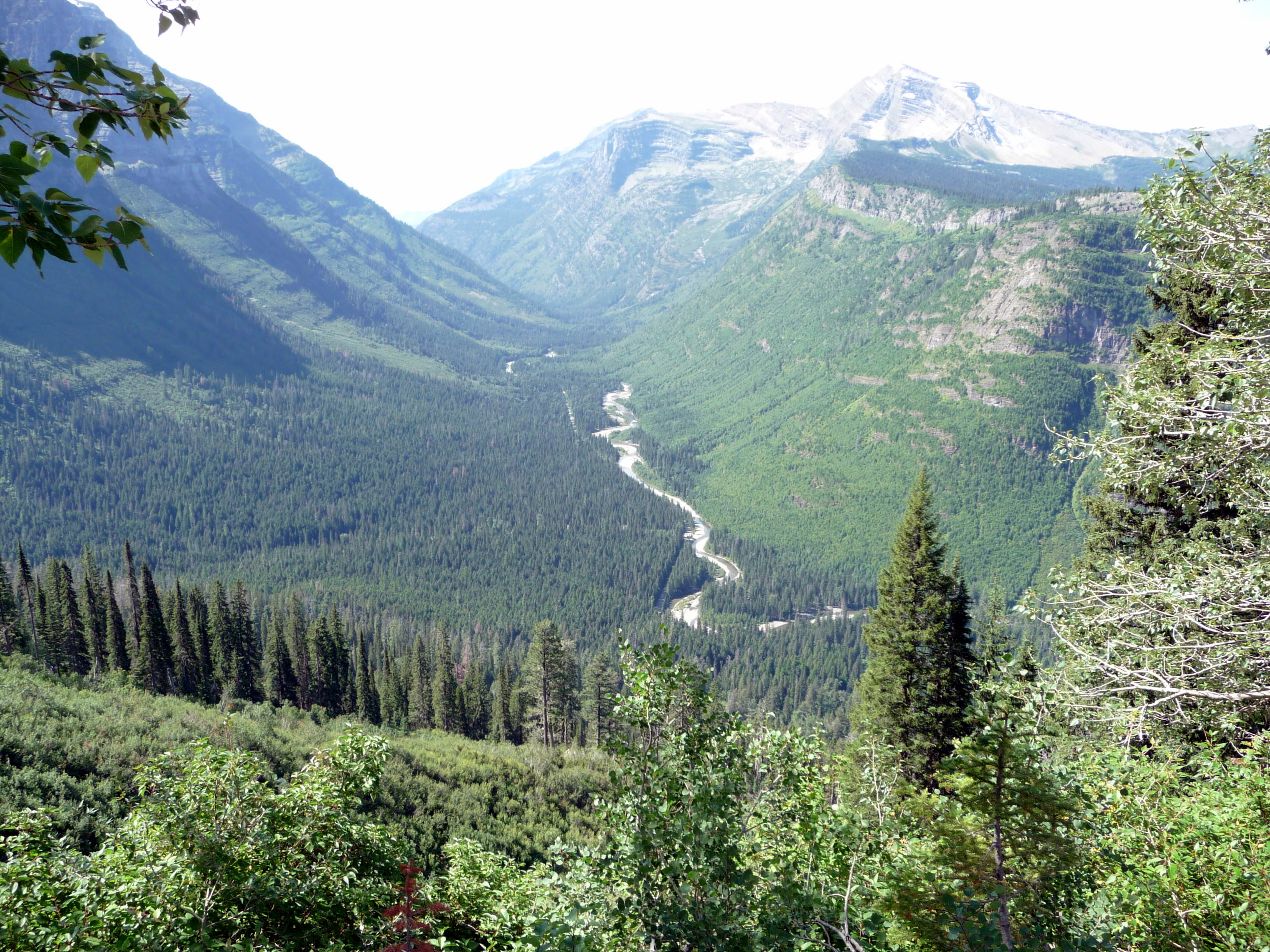
De bossen van Glacier National Park
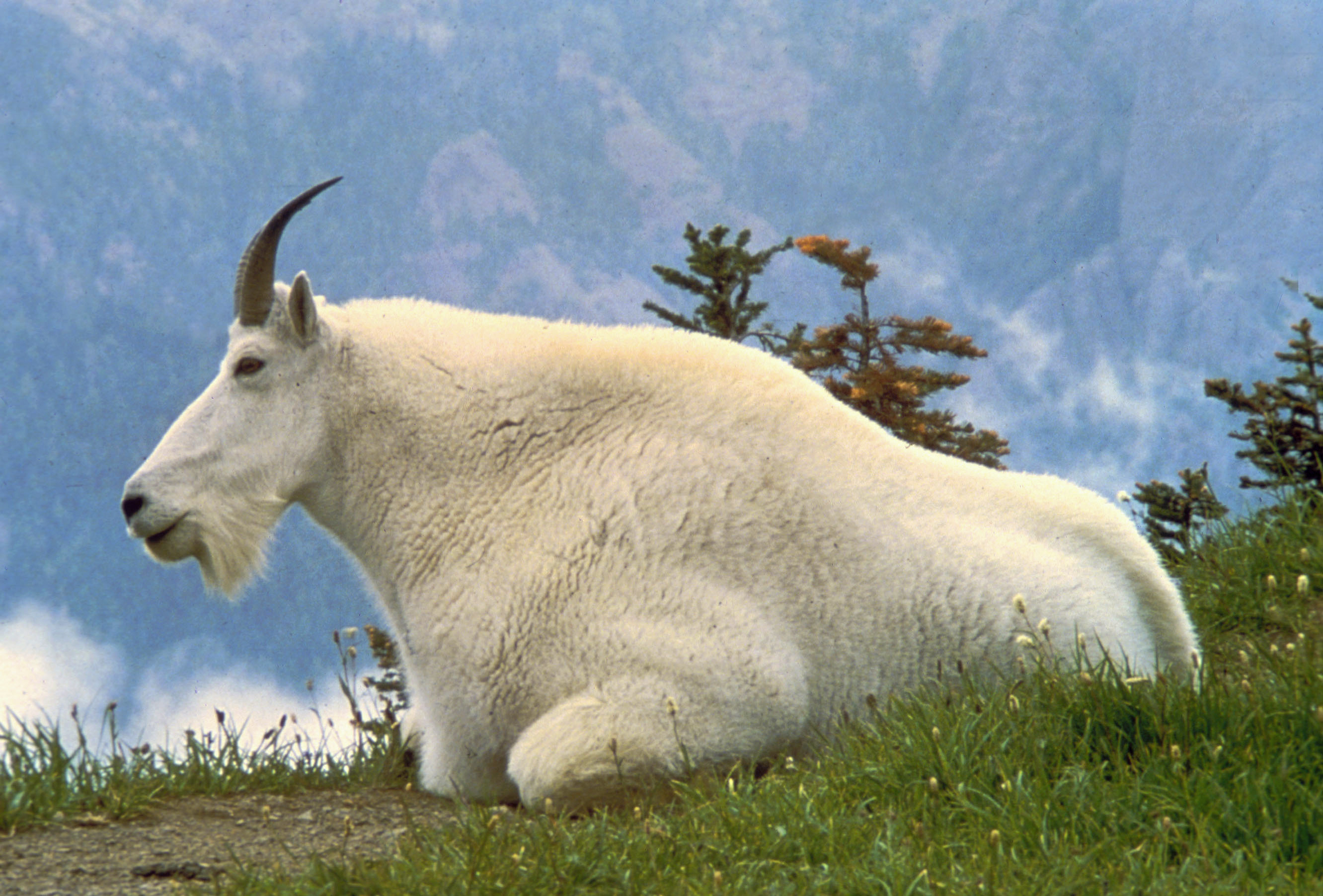
De sneeuwgeit, het symbool van het park
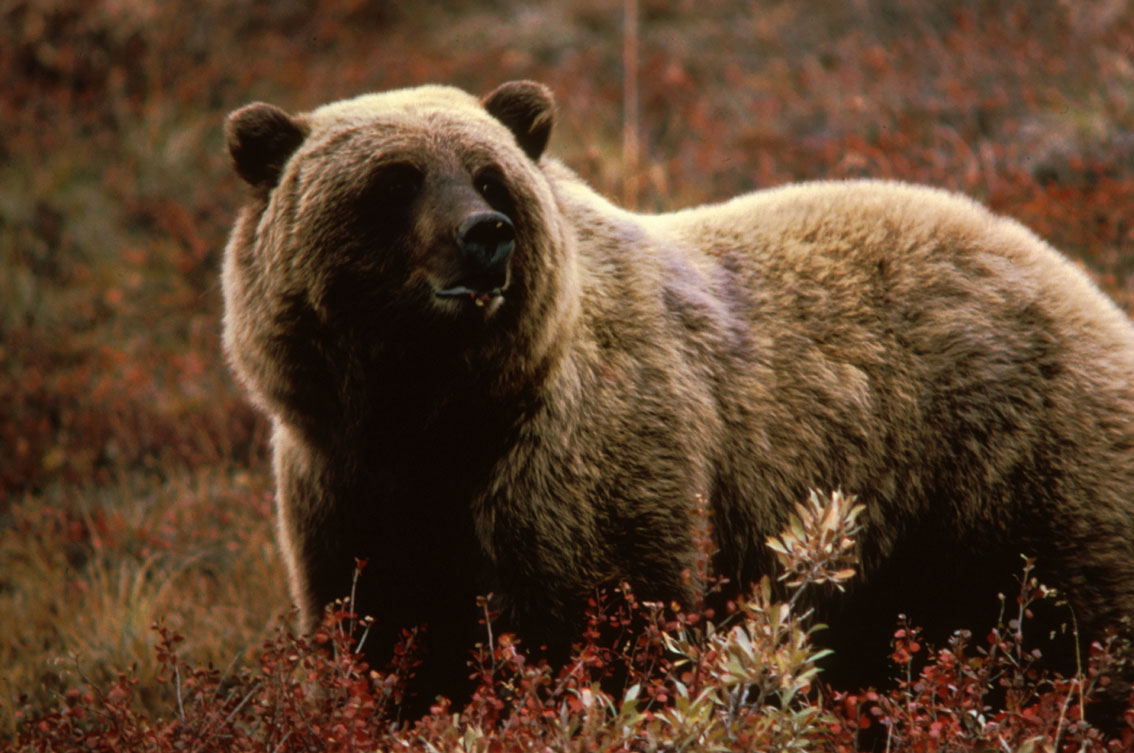
Grizzlybeer
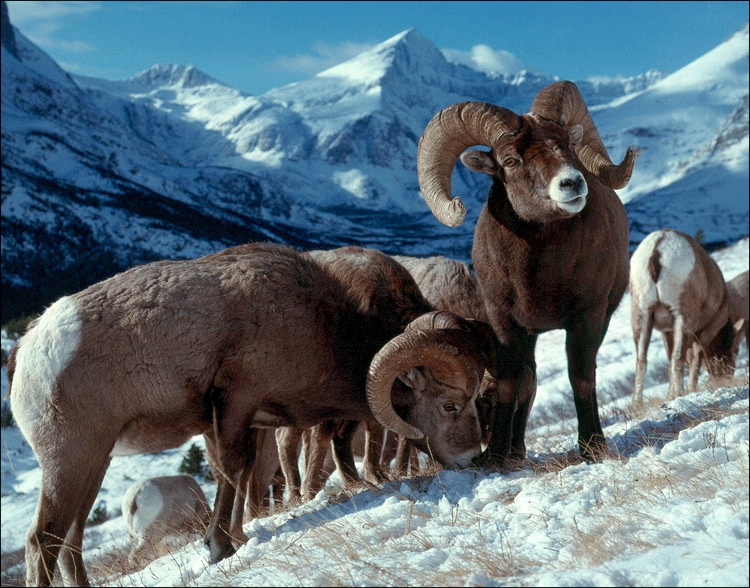
Dikhoornschaap

In totaal zijn 260 soorten vogels waargenomen, zoals de Amerikaanse zeearend, steenarend, visarend en verschillende soorten valken. Watervogels die voorkomen zijn onder andere de fluitzwaan, Amerikaanse blauwe reiger en de grote Canadese gans. In de bossen van het park leven de Amerikaanse notenkraker, cederpestvogel, stellers gaai en de Amerikaanse oehoe. In de hoger gelegen gebieden leven de bergvinken.
Er leven slechts drie soorten reptielen in Glacier National Park; de Amerikaanse sierschildpad en twee soorten toornslangachtigen. In het park leven zes soorten amfibieën, die in groten getale voorkomen. Na een grote bosbrand in 2001, werden een aantal wegen tijdelijk afgesloten, om de Californische pad de gelegenheid te geven terug te keren naar hun oorspronkelijke habitat.
In de wateren van het park komen 23 soorten vis voor, waaronder houtingen, vlagzalm, en de rode zalm. De introductie van niet-inheemse soorten als de Amerikaanse meerforel en andere soorten bedreigen sommige inheemse vissoorten.

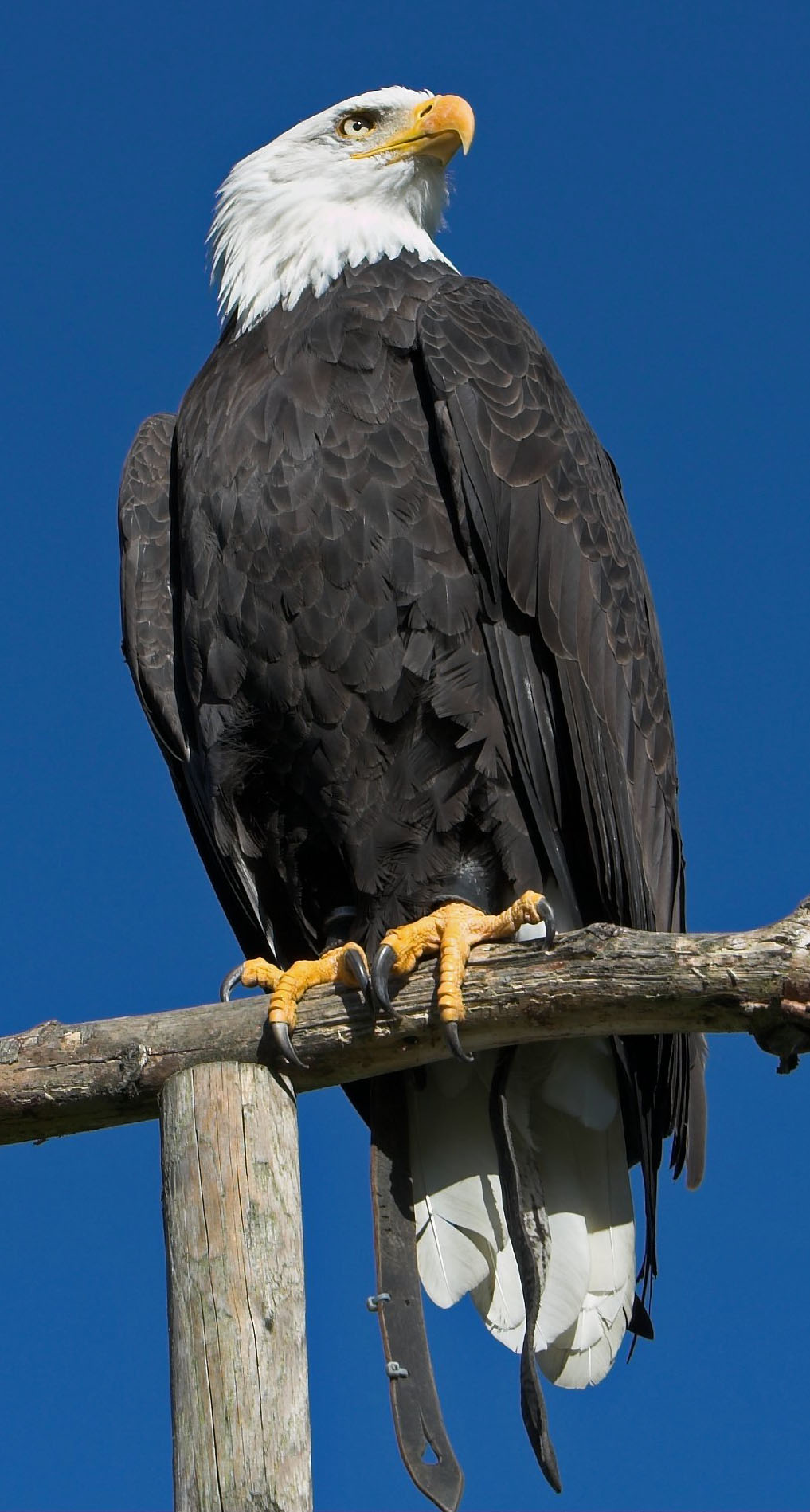
Amerikaanse zeearend
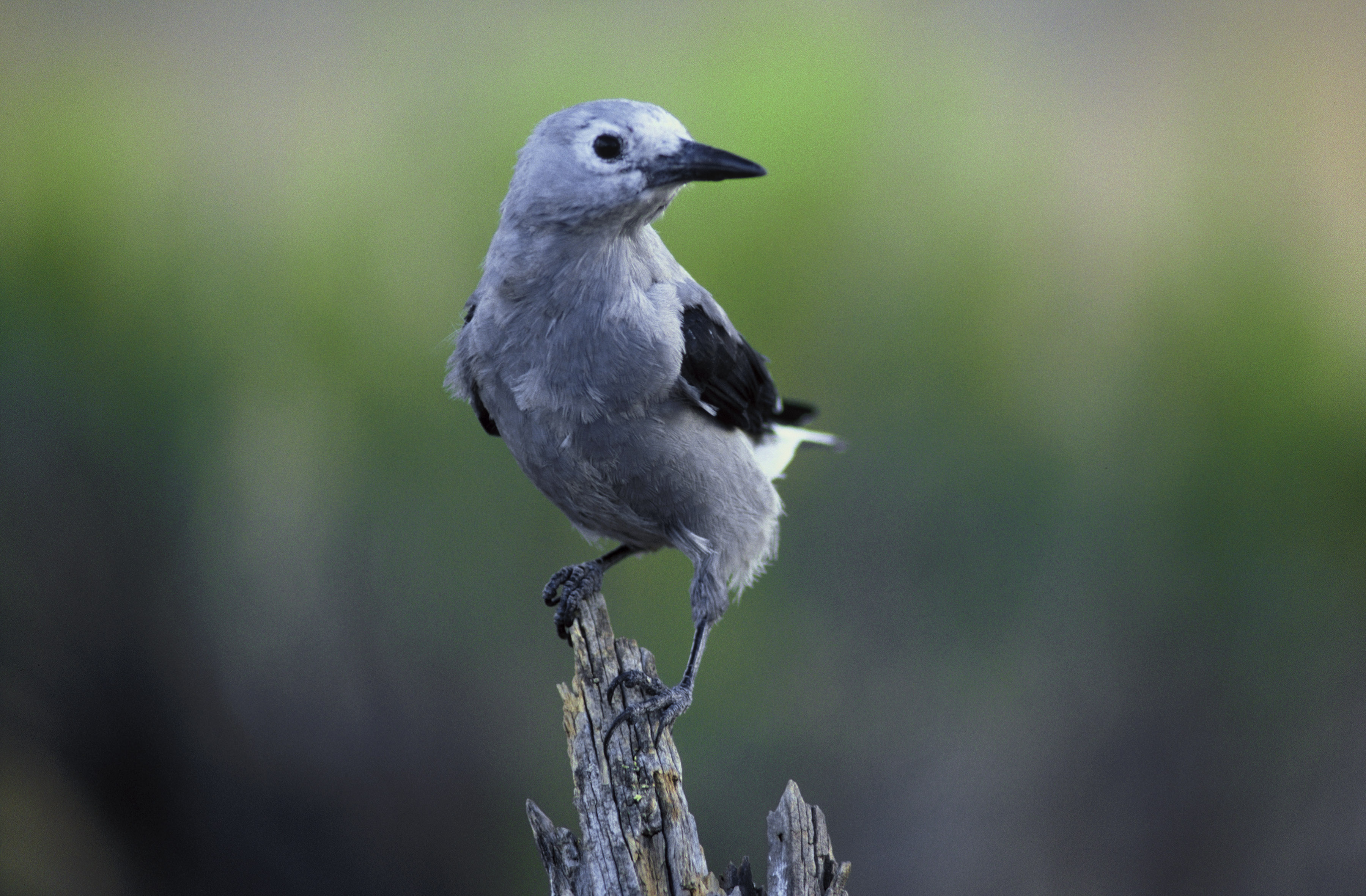
Amerikaanse notenkraker
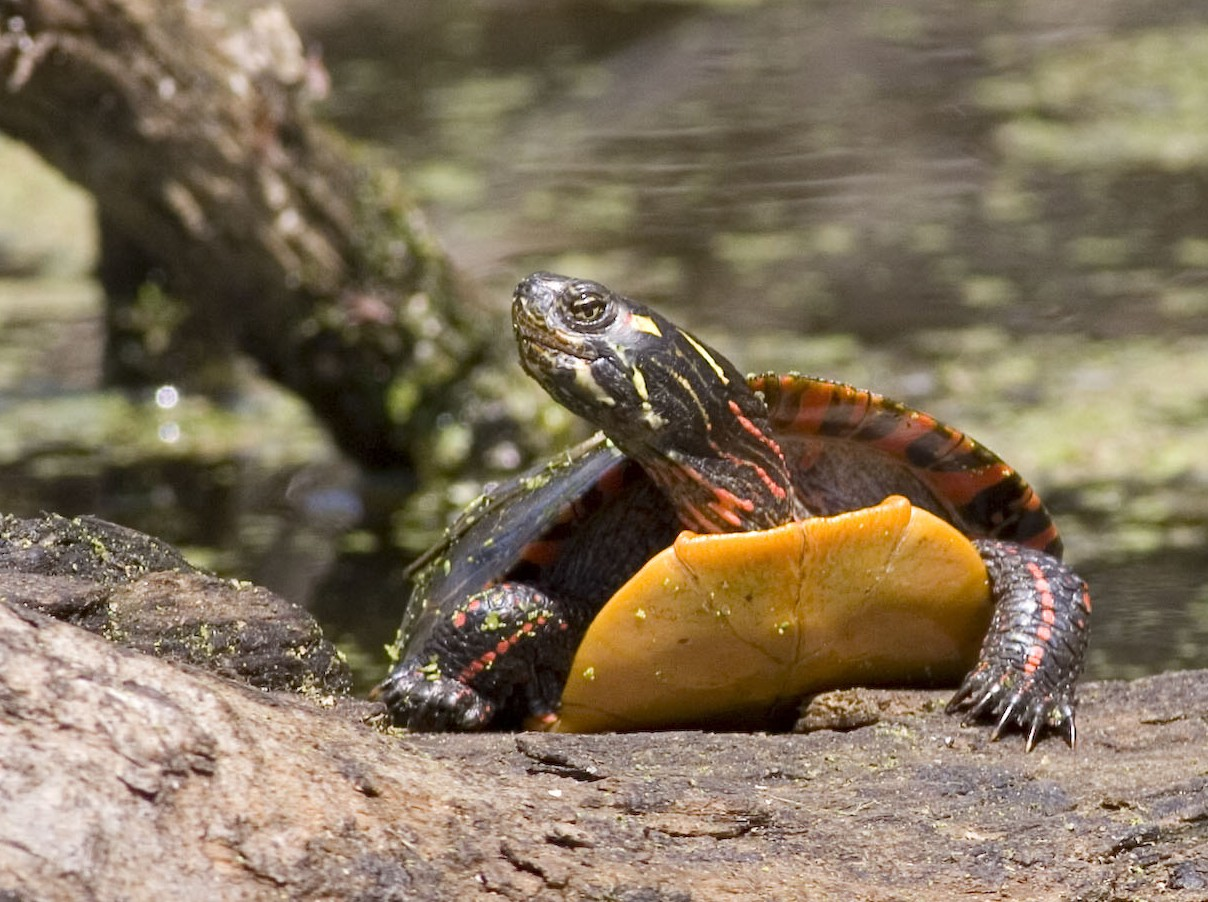
Amerikaanse sierschildpad
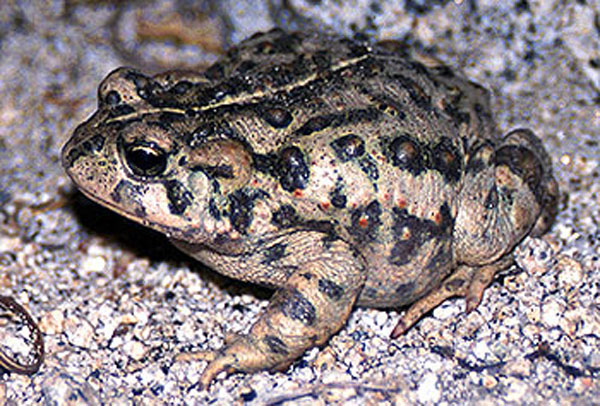
Californische pad

## Bergen en gletsjers

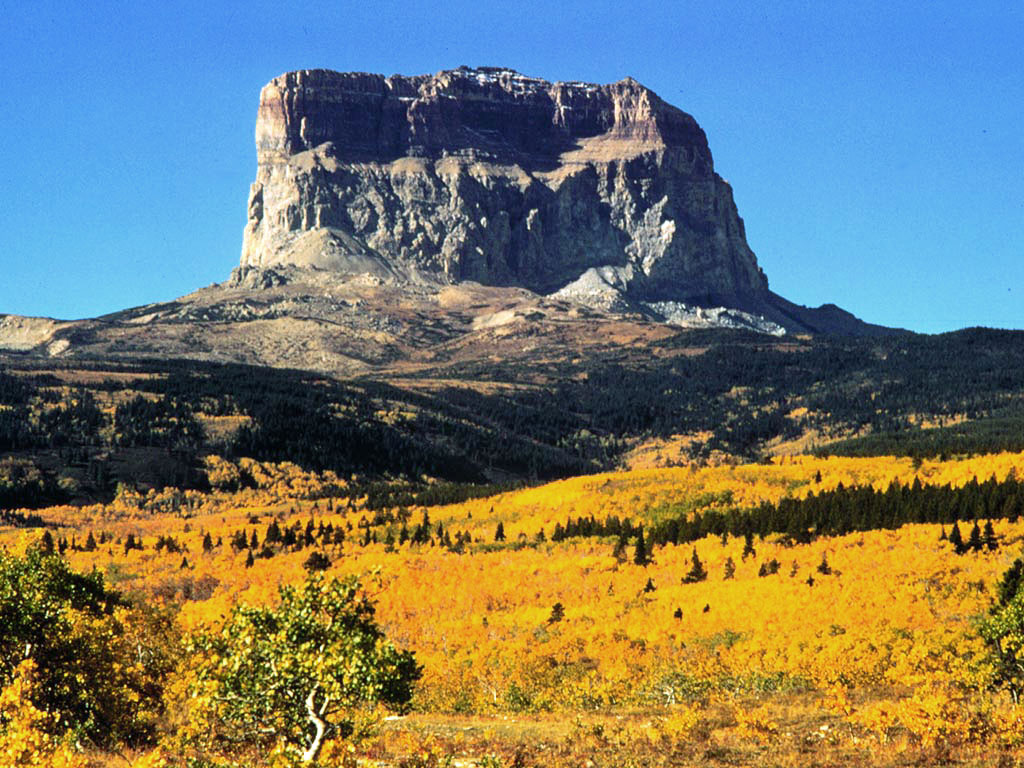
Chief Mountain in het oosten van het park

De bergen van het Glacier National Park behoren tot de Rocky Mountains. Er zijn op zijn minst honderdvijftig bergpieken van 2400 meter en hoger. Zes daarvan zijn hoger dan 3000 meter, waarvan Mount Cleveland (3190 m) het hoogste is. De bergen in het park zijn verdeeld over de bergketens Clark Range, Lewis Range en Livingston Range.
Tijdens de laatste ijstijd hebben enorme gletsjers van soms wel bijna een kilometer dik, delen van de bergen in het park weggeschuurd. Daardoor werden diepe valleien en scherpe bergranden gevormd. Aan het einde van de ijstijd begonnen de lager gelegen gletsjers te smelten, en vormden zich grote bergmeren op de plaatsen waar zich eerst de gletsjers bevonden.
Sinds het einde van de Kleine IJstijd trekken de gletsjers in het park zich terug – een wereldwijde trend. Uit een studie naar foto's en kaarten blijkt dat de honderdvijftig gletsjers in het park kleiner zijn geworden, en in sommige gevallen helemaal verdwenen zijn. Op onderstaande foto's is goed te zien dat in de laatste tachtig jaar Grinnell Glacier een stuk kleiner is geworden. Tegenwoordig bevinden zich nog ongeveer 50 gletsjers in het park, waarvan Grinnell Glacier de grootste is.

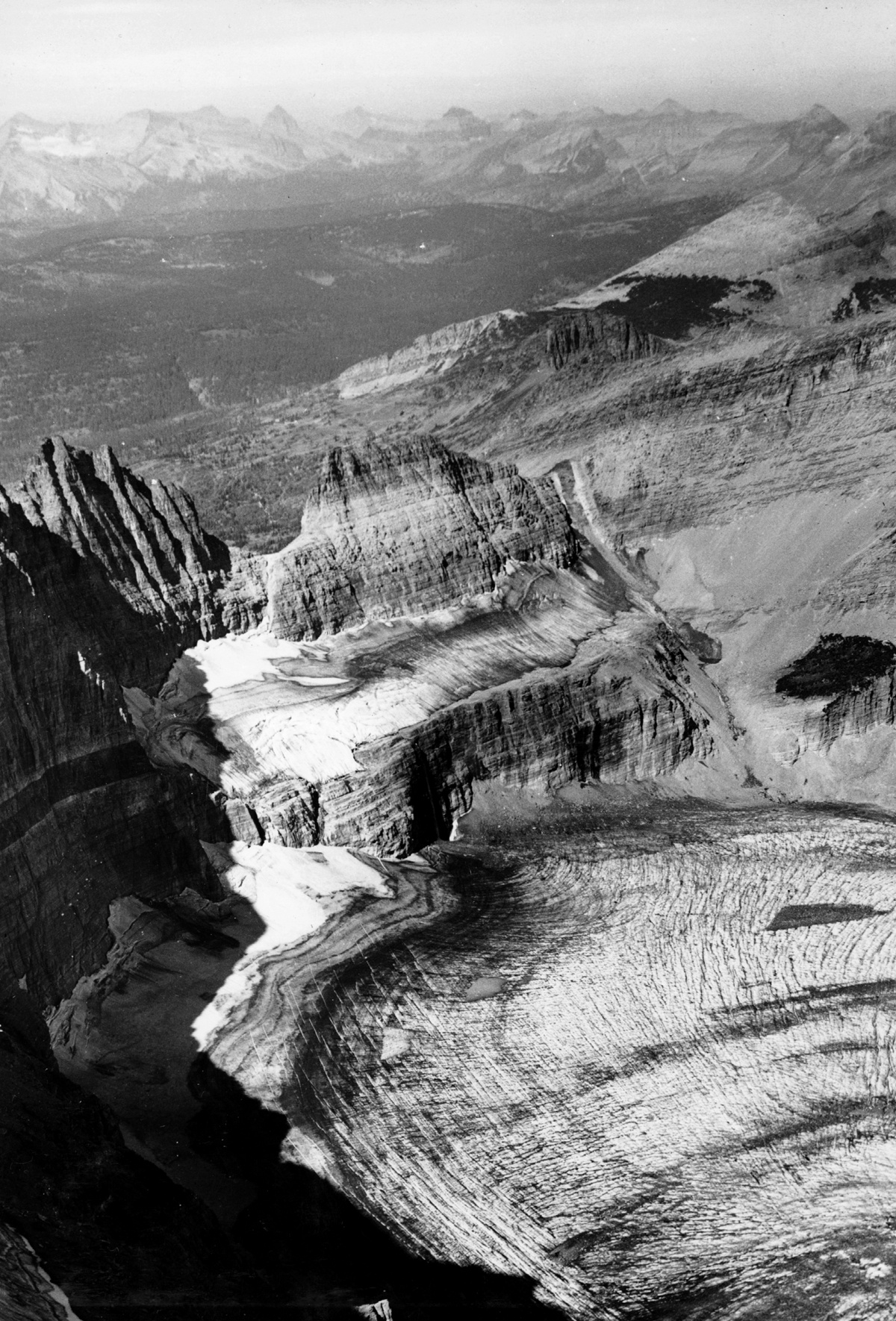
1938
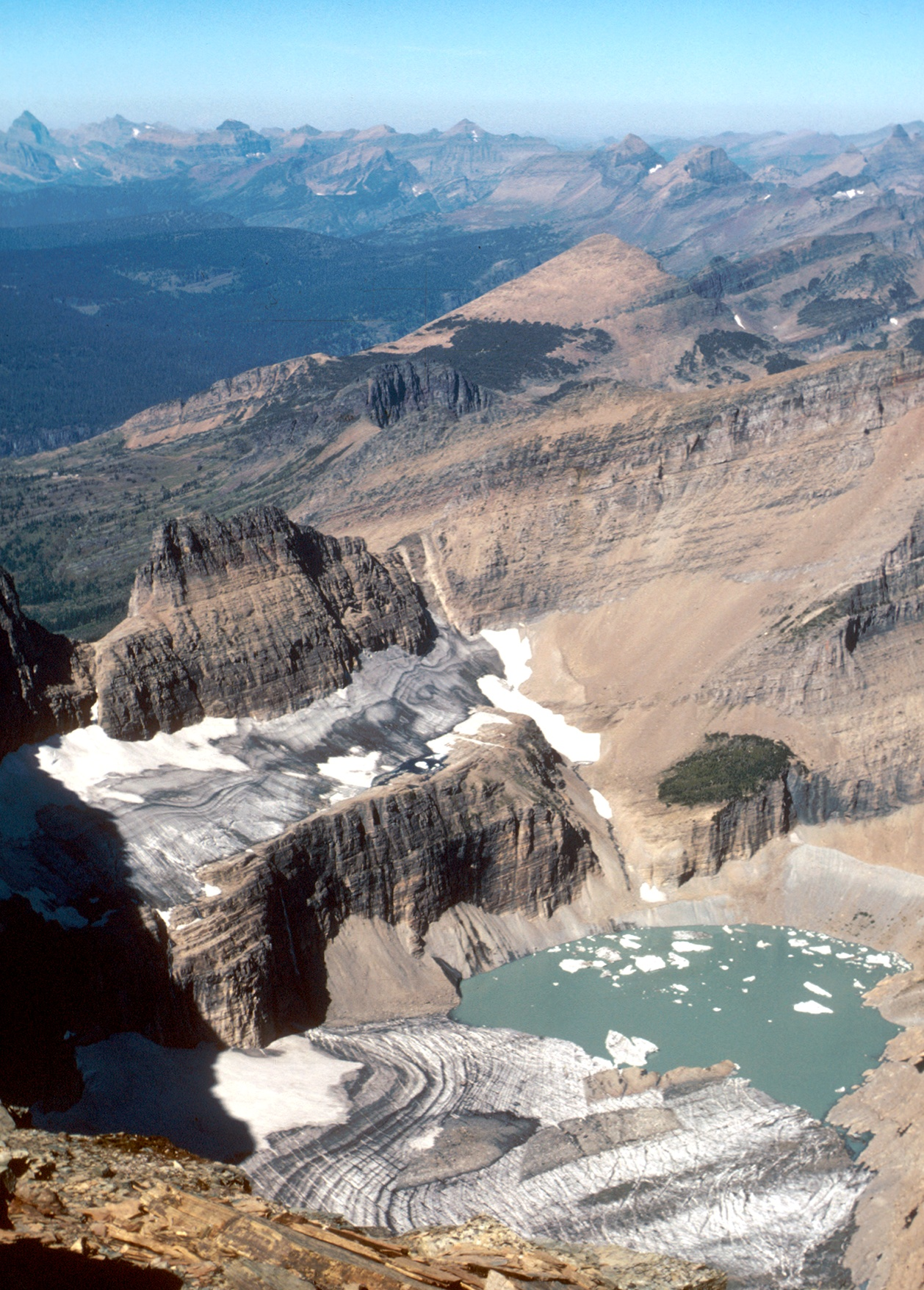
1981
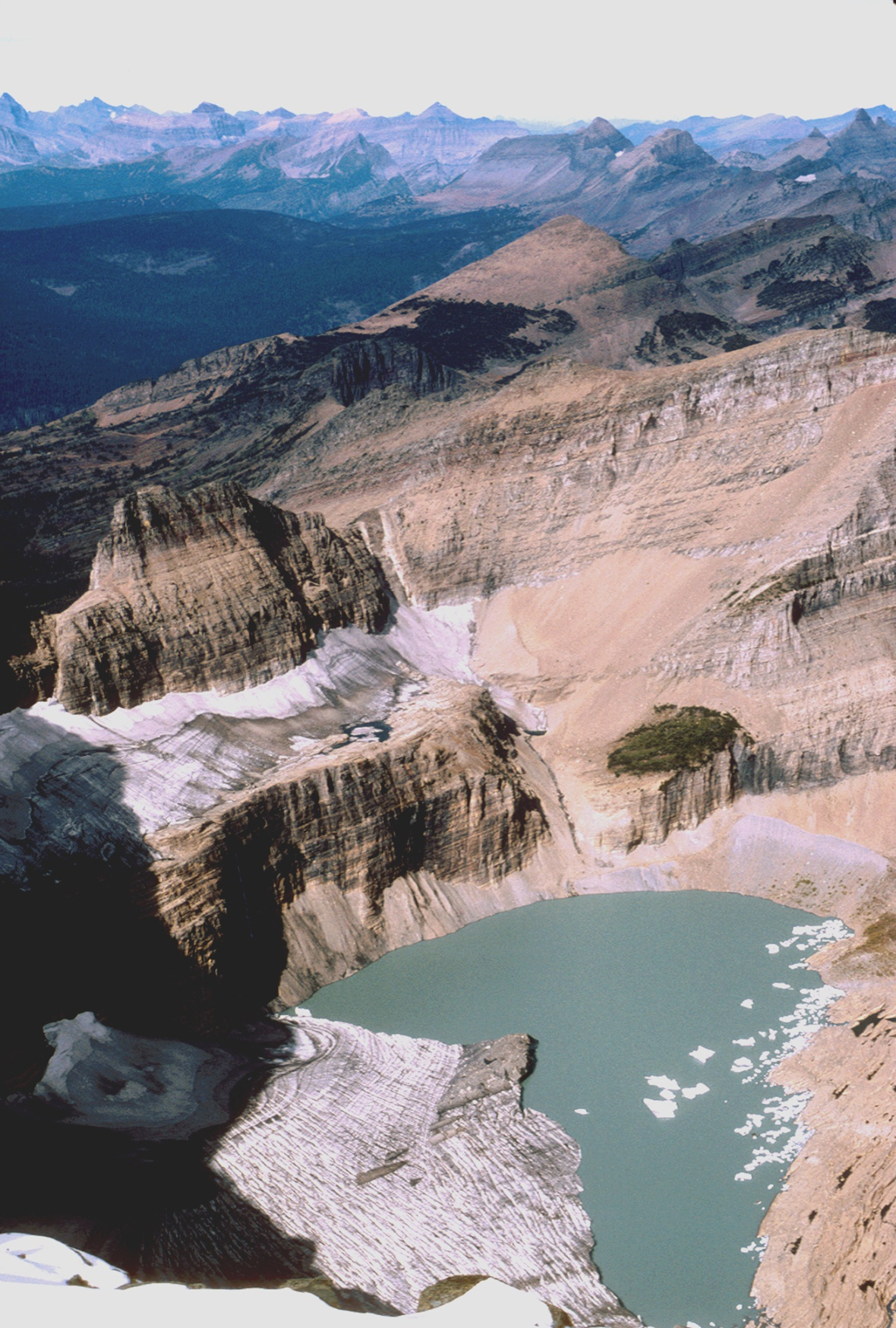
1998
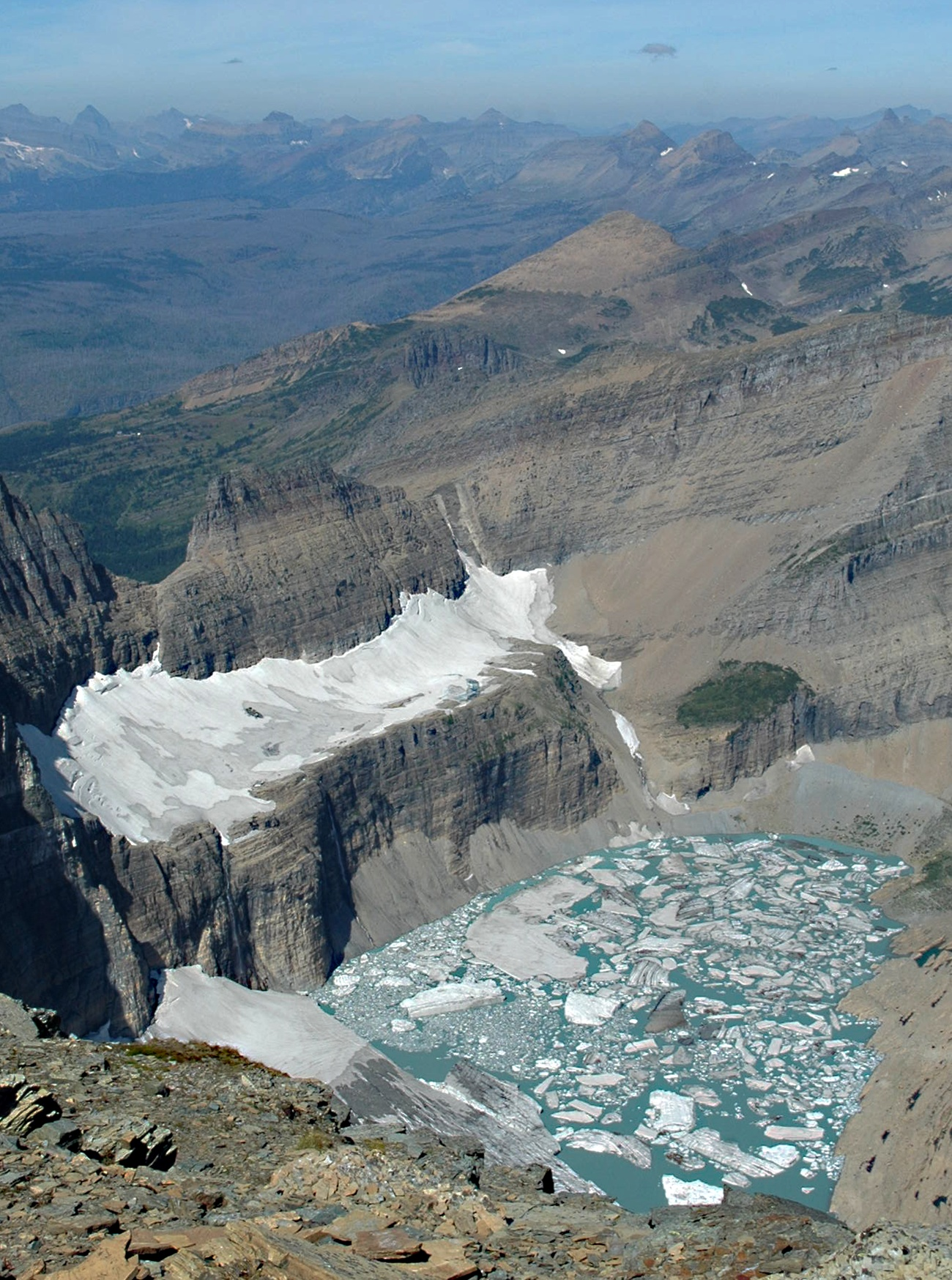
2009

## Meren en rivieren

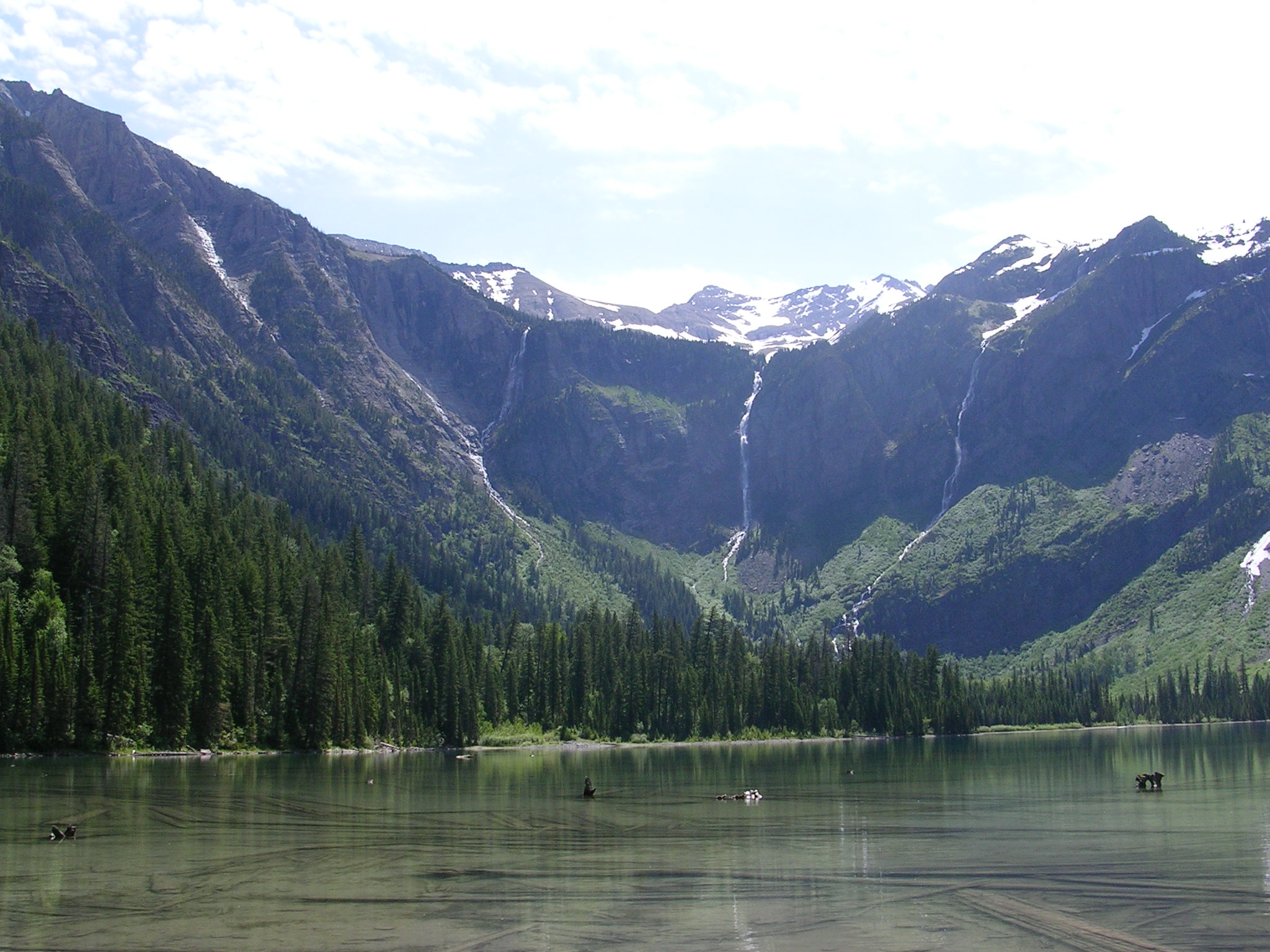
Avalanche Lake

De belangrijkste rivier van het park is Flathead River. Deze rivier vormt de westgrens van het park en ligt ten westen van de Continental Divide.
Het park heeft een tiental grote meren en ongeveer zevenhonderd kleinere. Slechts 131 meren zijn vernoemd. Lake McDonald (16 km lang, 1.6 kilometer breed) is het grootste van deze meren. Andere grote meren zijn Saint Mary Lake, Bowman Lake en Kintla Lake. De keteldalen zijn gevormd door erosie van gletsjers en zo zijn vele kleine meertjes ontstaan. Sommige van deze meren, zoals Avalanche Lake en Lake Cracker, kleuren turquoise, dat te wijten is aan achtergebleven glaciaal sediment. De meren van het park blijven het hele jaar koud, met temperaturen die zelden boven de 10 °C uitkomen. Hierdoor leeft er niet veel plankton, waardoor het water opmerkelijk helder is.
Er zijn ongeveer tweehonderd watervallen in het park. Echter in tijden van droogte zijn velen van deze gereduceerd tot kleine stroompjes. De grootste watervallen zijn te vinden in het Two Medicine district. De hoogste waterval is Bird Woman Falls die 150 meter naar beneden valt.